# Poneropsis brunascens
Poneropsis brunascens är en myrart som beskrevs av Oswald Heer 1867. Poneropsis brunascens ingår i släktet Poneropsis och familjen myror. Inga underarter finns listade i Catalogue of Life.